# انا مالوخینا
انا مالوخینا (روسی: Анна Ивановна Малухина؛ ۲۱ دسامبر ۱۹۵۸ – ) تیرانداز اهل روسیه بود.
وی در مسابقات کشوری و بین‌المللی در مجموع برندهٔ ۱ مدال برنز شده‌است.